# 明算 (僧)
明算（めいざん、治安元年（1021年）- 嘉元元年11月11日（1106年12月8日））は、平安時代後期の真言宗の僧。俗姓は佐藤氏。紀伊国那賀郡田中庄神崎邑の出身。高野山中興、中院流祖。

## 略歴
1031年（長元4年）定誉（じょうよ）に師事して高野山で出家し、そののち中院に移った。頼尋から伝法灌頂を受け、高野山御影供をはじめた。ついで1064年（康平7年）山城国小野随心院で成尊に東密小野流を学び、高野山に戻って中院流を開いた。以後生まれ故郷の紀伊国田中荘に龍蔵院を開き、1090年（寛治4年）には高野山検校に任じられた。この間、奥院の拝殿や大塔を造営し、現在に通じる各種法要を始行するなど高野山の復興に尽力している。嘉承元年11月11日、中院に於いて86才で入寂。弟子には、良禅・教真・明範・眞譽・明寂（みょうじゃく）などがいる。